# Simmondsia chinensis
La jojoba (nome spagnolo, pronuncia: [xoˈxoβa]) è un cespuglio originario del deserto di Sonora e di Mojave in California e nel contiguo Messico (nome scientifico: Simmondsia chinensis (Link) C.K.Schneid., 1907 ). È l'unica specie del genere Simmondsia e della famiglia Simmondsiaceae.

## Etimologia
Il nome jojoba è stato originato dal popolo O'odham (nome corretto dei nativi nordamericani altrimenti chiamati Pima), che abitano il deserto di Sonora nel Sud-ovest degli Stati Uniti e del Messico, che curano le scottature con l'unguento tratto dai semi oleosi.
Nonostante il nome scientifico (Simmondsia chinensis), la jojoba non ha alcuna relazione con la Cina. Tale nominazione errata fu dovuta ad un errore di trascrizione; il botanico Johann Link, in origine nominò la specie come Buxus chinensis, dopo aver interpretato erroneamente la scritta "Calif." come "China" nella collezione di Thomas Nuttall. Ne fu tentata la rinominazione come Simmondsia californica, ma secondo le norme di priorità nella nominazione deve essere privilegiato l'epiteto specifico assegnato per primo, e quindi il termine "chinensis" restò.

## Descrizione
La jojoba è un arbusto legnoso a foglie persistenti, di norma di circa due metri di altezza (in condizioni di suolo povero è un piccolo arbusto di 60–80 cm a forma prostrata, in condizioni di suolo ricco e profondo è un vero albero, eretto, alto fino a 6–8 m ed oltre).
Ha un denso fogliame coriaceo costituito da foglie ovali, opposte, 1,5–2 cm di larghezza, 2–4 cm di lunghezza, di consistenza robusta di colore verde azzurrino, coperte da una patina di consistenza cerosa. Le foglie sono usate come cibo dagli erbivori dei luoghi deserti e dal bestiame (pecore e capre).
La pianta è dioica, quindi porta i fiori maschili e femminili su piante diverse; ci sono dunque piante maschio e piante femmina, che producono i semi, le piante portanti fiori di ambedue i sessi sono molto rare.
La pianta produce semi in maniera consistente dal quinto-sesto anno dalla semina, ed è molto longeva, vivendo oltre 200-250 anni.
I fiori sono molto piccoli, bianco-giallastri e con 5-6 sepali ma senza petali.
La fecondazione è anemofila, cioè recata dal vento. 
Un cespuglio di dimensioni medie produce quantità notevoli (fino ad un chilo) di polline, a cui alcune persone sono allergiche.
I frutti sono capsule ovali, minimamente triangolari, parzialmente racchiuse in guaine costituite dai residui dei sepali, contenenti da uno a tre semi delle dimensioni dei semi di arachidi.
I semi contengono un olio liquido denso (cera) in elevata percentuale (circa il 54%), sono mangiati da scoiattoli e conigli, altri roditori e grandi uccelli.
Comunque la digestione della cera contenuta nei semi non è facile. In grossa quantità i semi sono tossici per i mammiferi, e negli umani la ingestione dei semi tal quali ha un effetto lassativo.
Alcuni animali si cibano dei semi di jojoba solo in condizioni estreme.

## Coltivazioni ed usi

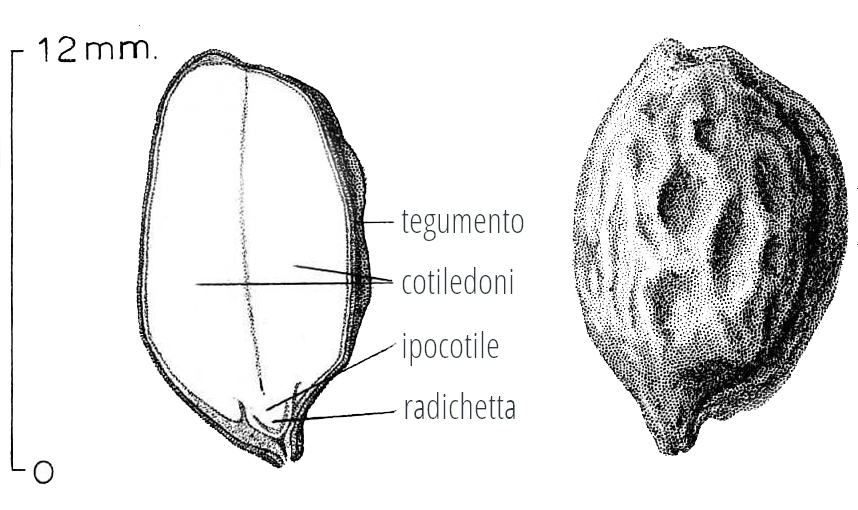
Schema descrittivo del seme di jojoba in sezione

La jojoba è normalmente coltivata per la cera liquida prodotta dai semi, normalmente detta olio di jojoba.
Questo olio è molto raro in natura, avendo una catena molto lunga (C36-C46); è un estere ma non un trigliceride.
L'olio ed i suoi derivati, molto simili al sebo umano, sono un analogo di un prodotto oggi introvabile, l'olio di capodoglio, (spermaceti); l'olio è quindi molto diverso dagli altri oli vegetali.
L'olio di jojoba è raffinato facilmente, è inodore ed estremamente stabile all'ossidazione.
È molto usato in campo cosmetico, sia come ingrediente puro sia come materia prima per prodotti più elaborati, viene anche miscelato come vettore di profumi. È uno dei prodotti per la cura della pelle e capelli più antichi mai usati in America.
Può essere potenzialmente utilizzato come base per la preparazione di carburante biodiesel, e per produrre lubrificante biodegradabile.
I semi contengono, oltre all'olio, proteine per il 26-30% e carboidrati per l'8-10%, ed inoltre fibre e sali minerali, che restano nella pasta residua all'estrazione dell'olio.
È stato storicamente riportato che i semi di jojoba fossero, all'epoca della colonizzazione spagnola del Messico, usati dagli indiani Pima a scopo alimentare, non si sa se, e come, fossero preventivamente trattati per ridurre il contenuto in cera.
È coltivata nel deserto di Sonora dove è seconda per importanza economica solo alle palme oleifere del genere Washingtonia, sia per il contenuto in olio sia per la facilità di raccolta.
Sono stati fatti impianti in altre aree desertiche e semidesertiche, prevalentemente in Argentina, Palestina, Israele, Perù, Messico e Stati Uniti. Un impianto sperimentale è stato avviato negli anni '80 in Italia a Cinisi in località Bosco tagliato.
La coltivazione della jojoba è di notevole interesse, sia per il particolare tipo di olio prodotto, sia per il fatto che essendo coltivata in luoghi semidesertici costituisce di fatto un notevole presidio contro la desertificazione, dato che la vegetazione introdotta migliora le condizioni ambientali (micro e macroclima) a favore dell'introduzione di altre specie vegetali.
Di norma gli impianti sono fatti alternando piante maschili e femminili opportunamente distribuite in rapporto, da 1 a 8, a 1 a 10. L'individuazione di piante ermafrodite (con fiori di ambedue i sessi) avrebbe un notevole interesse economico per aumentare le rese.
La raccolta dei semi si effettua mediante la raccolta al suolo dei semi caduti; dato che praticamente la raccolta è l'unica cura colturale, l'ottimizzazione della raccolta significa pressoché l'ottimizzazione di tutta la coltivazione.
Tradizionalmente la raccolta è fatta a mano.
Se le piante venissero potate per accedere facilmente al suolo sottochioma, e venissero utilizzati piccoli macchinari aspiranti su suolo preparato (raccolta analoga alle comuni nocciole, Corylus avellana), i costi di raccolta sarebbero drasticamente inferiori.
La raccolta dei semi sulla pianta non è mai stata considerata.